# Desdemona (luna)
Desdemona  je Uranov notranji satelit. 

## Odkritje in imenovanje
Luno Desdemono je odkril Stephen P. Synnott 13 januarja 1986 na posnetkih, ki jih je naredil Voyager 2. Takrat je dobila začasno oznako S/1986 U 6
.
Uradno ime je  dobila po Desdemoni, ženi Otela iz Shakespearjevega Otela.
Spada v  »Porcijino skupino« lun, ki imajo podobne tirnice in fotometrične lastnosti. V to skupino spadajo še Bjanka, Kresida, Julija, Porcija, Rozalinda, Belinda, Kupid in Perdita.

## Lastnosti
O luni Desdemoni je znana samo tirnica , premer  in albedo. Njena gostota je okoli 1,3 g/cm³, kar je manj kot gostota Zemlje. To kaže na to, da jo sestavlja v veliki meri tudi vodni led. Njena površina je zelo temna (albedo je 0,08). Težnostni pospešek na površini je komaj 0,0083 m/s². Na posnetkih Voyagerja 2 izgleda kot podolgovato telo z daljšo osjo vedno obrnjeno proti Uranu. Njena površina je siva.